# Éric Louvel
Éric Louvel (nascido em 31 de maio de 1962) é um ex-ciclista profissional francês que representou França nos Jogos Olímpicos de Verão de 1984 em Los Angeles, onde terminou em sexto na perseguição por equipes de 4 km. Competiu no Tour de France 1986 e a Volta a Espanha 1985.